# Мариса Стейпли
Мариса Стейпли (на английски: Marissa Stapley) е канадска журналистка и писателка на произведения в жанра социална драма и романтичен трилър. Пише и в жанра комедиен любовен роман и чиклит под съвместния псевдоним Маги Нокс (Maggie Knox) с писателката Карма Браун.

## Биография и творчество
Мариса Стейпли е родена на 20 ноември 1978 г. в Торонто, Канада.
Работи като журналистка и пише литературна критика рубриката Shelf Love на Globe and Mail, както и репортажи за книги за вестник Toronto Star, както и за други издания в Северна Америка. Работи и като редактор на списание. После преподава творческо писане и редактиране в Университета на Торонто и в Centennial College.
Първият ѝ роман „Сдвояване за цял живот“ (Mating for Life) е издаден през 2014 г. Той е история за майка с три дъщери, всяка от различен баща, която на шестдесетте си години иска традиционна връзка, но същевременно дъщерите ѝ имат проблеми с браковете си, изневерите, бившите им, и много други проблеми. Романът става бестселър и я прави известна.
През 2021 г. е издаден романът ѝ „Лъки“. Главната героиня, Лъки Армстронг, е момиче с тъмно минало и настояще, свързано с измами и кражби, въртележка от самоличности и лъжи, и тъкмо е извършила поредния обир с приятеля си Кари. Случайно обаче си купува лотариен билет, който се оказва печеливш, и изведнъж. Но ако иска да прибере 400-те милиона долара ще се озове в затвора. Докато се опитва да избегне залавянето и да създаде бъдеще за себе си ще трябва да се изправи срещу миналото си и личното изкупление. Романът е избран за екранизация.
От 2021 г. пише съвместни любовни романи с писателката Карма Браун. Първият им роман „Ваканционната размяна“ е история за размяната на две близначки в търсене на решение за проблемите и на любовта.
Мариса Стейпли живее със семейството си в Торонто.

## Произведения

### Самостоятелни романи
- Mating for Life (2014)[1][2][3]
- Things to Do When It's Raining (2018)
- The Last Resort (2019)
- Lucky (2021)
Лъки, изд.: „Сиела“, София (2023), прев. Надежда Розова
- Three Holidays and a Wedding (2023) – с Узма Джалалудин

### Сборници
- Legacy (2019) – с Реджина Калкатера, Адриа Джей Чимино, Джей Джей Хенсли, Кристофър Янсма, Паула Йънг Лий, Вики Лесаж, Джени Милчман, Дидие Куменер и Дейвид Уайтхаус[1]

### Самостоятелни романи
- The Holiday Swap (2021)[1]
- All I Want for Christmas (2022)

### Екранизации
- ?? Things to Do When It's Raining – тв сериал